# Pietro Freschi
Pietro Freschi (ur. 6 sierpnia 1906 w Piacenzy, zm. 16 października 1973 tamże) – włoski wioślarz. Brązowy medalista olimpijski z Amsterdamu.
Zawody w 1928 były jego jedynymi igrzyskami olimpijskimi. Brązowy medal zdobył w czwórce bez sternika, osadę łodzi tworzyli ponadto Umberto Bonadè, Paolo Gennari i Cesare Rossi. Na mistrzostwach Europy wywalczył złoto w 1929 1930.